# Эта² Южной Гидры
Эта² Южной Гидры (лат. Eta² Hydri) — звезда, которая находится в созвездии Южная Гидра на расстоянии около 219 световых лет от нас. Вокруг звезды обращается, как минимум, одна планета.

## Характеристики
η² Южной Гидры представляет собой жёлтый гигант, по массе и диаметру превосходящий Солнце в 1,9 и 10 раз соответственно. Возраст звезды оценивается в 8,7—9,3 миллиардов лет.

## Планетная система
В 2005 году группой астрономов было объявлено об открытии планеты-гиганта Эта² Южной Гидры b в системе. Её масса составляет 6,54 масс Юпитера, и она обращается на расстоянии 1,93 а. е. от родительской звезды. Год на планете длится приблизительно 711 суток.